# Jason Mewes
Jason Mewes (Highlands, Nova Jersey, 12 de juny de 1974) és un actor de televisió i cinema estatunidenc. Ha aparegut en diverses pel·lícules independents, però el seu paper més conegut és el de Jay, el venedor de drogues mal parlat, personatge recurrent en les pel·lícules de Kevin Smith, del que és amic des de l'adolescència.
La seva filmografia principal inclou títols com Clerks (1994), Mallrats (1995), Chasing Amy (1997), Dogma (1999), Scream 3 (2000), Jay and Silent Bob Strike Back (2001) i Zack and Miri Make a Porno (2008).

## Biografia
Mewes és fill d'una addicta a l'heroïna i de pare desconegut, i va ser criat per la seva tia durant la major part de la seva infància mentre la seva mare romania a la presó. Quan va complir la seva pena i va sortir, solia robar targetes de crèdit de les bústies dels veïns per alimentar el seu vici. Usant diners robats, li va comprar a Mewes un dels únics regals de Nadal que ell recorda haver rebut: una bicicleta. Durant un breu període en el qual va treballar com a traficant, arribaria a manar a Mewes en la seva bici perquè portés drogues, sense saber-ho, a persones en les quals ella no confiava prou. Mewes també té por als espais petits (Claustrofòbia) desenvolupat quan la seva mare els tancava a ell i a la seva germana en l'armari quan ella volia anar de festa. Malgrat això, Jason Mewes va madurar com una persona bastant assenyada i es va graduar en l'institut, encara que en Highlands es va convertir en el centre de rumors com que havia trencat una farmàcia local o havia tingut relacions sexuals amb un gos.

### Amistat amb Kevin Smith
Mewes va ser presentat a Kevin Smith a través dels seus amics comuns Walt Flanagan i Bryan Johnson. Al principi, a Smith no li queia molt bé Jason, perquè sentia que li estava llevant el rol de graciós dins del grup, i de vegades es trobava assegut en el seient posterior del cotxe mentre Mewes estava en la part de davant entretenint a Flanagan i Johnson amb expressions poc convencionals com Neh! o Snootchie Bootchies (que signifiquen bàsicament estic bromejant). Finalment, Walt i Bryan es van avorrir de Mewes i va ser oblidat per Kevin Smith, al que encara no queia bé.
Després d'una trobada, Jason Mewes i Smith van passar a ser inseparables, unint-se a Kevin i els seus amics per jugar a l'hoquei (per a això Kevin va haver de comprar-li uns patins) i anar a veure pel·lícules (Smith també va haver de comprar-li les entrades). Per aquesta època, Mewes no bevia, ni prenia drogues, ni tenia relacions sexuals, i Smith i els seus amics intentarien que quedés amb noies, la qual cosa no va donar bons resultats.
Kevin Smith solia dir-li a Mewes que algú hauria de posar-lo en una pel·lícula algun dia, i aquest algú resultaria ser el mateix Smith.

### Primeres pel·lícules i addicció a les drogues
Kevin Smith va deixar Highlands per anar a escola de Cinema de Vancouver (Vancouver Film School) a principis dels noranta, encara que tornaria uns mesos després. A la seva tornada, va trobar que Mewes havia començat a fumar marihuana, a beure i a mantenir nombroses relacions sexuals. No obstant això, en aquest moment, no calia preocupar-se i Smith li va donar un paper en la seva primera pel·lícula, Clerks, de baix pressupost i en blanc i negre, sobre un dia en la vida de dos dependents de botiga, Dante i Randal. La pel·lícula va ser filmada en la botiga de 24 hores on va treballar Smith, Quick Stop, on també havia treballat Mewes en alguna ocasió, i li va donar el paper de Jay, millor amic de Silent Bob, interpretat pel mateix Smith. Jay estava basat en el propi Jay Mewes, però havia canviat tant en sis mesos que Smith va haver d'ensenyar-li a Jay com ser Jay.
La pel·lícula va ser finalment distribuïda per Miramax, es va convertir en un film de culte, i els personatges de Jay i Silent Bob rampell van passar a ser llegendaris. De fet, una de les escenes favorites de gran part del públic és en la qual els dos personatges ballen davant de la tenda de 24 hores, un fet que sempre ha enfadat a Smith, que havia gastat molt temps en els diàlegs per després trobar-se que tothom lloava una escena completament sense diàlegs.
Després de l'èxit de Clerks, van continuar amb la següent pel·lícula de Smith, Mallrats, a Minnesotta. Jay i Silent Bob tornaven a aparèixer (començant d'aquesta manera una sèrie de connexions entre els films anomenat View Askewniverse, l'Univers View Askew) però l'estudi semblava poc inclinat a donar-li el paper de Jay a Mewes, i van fer proves a altres actors, entre ells Seth Green i Beckin Meyer. Finalment van deixar a Mewes unir-se a la pel·lícula amb quatre condicions:
1. A diferència de la resta d'actors, no volaria a Minnesotta amb els diners de l'estudi.
2. A diferència de la resta d'actors, no s'allotjaria a la seva pròpia habitació d'hotel durant els assajos, sinó que estaria a l'habitació de Kevin Smith durant el seu període de prova.
3. A diferència de la resta d'actors, no se li pagaria durant el mes d'assajos a Minnesotta.
4. Si després del seu primer dia de rodatge l'estudi considerava que no valia la pena, seria reemplaçat per Seth Green.
Resulta que, a l'estudi li va agradar tant l'actuació de Mewes, que van començar a planejar una campanya publicitària al voltant de l'expressió que Jay utilitzava Snootchie Bootchies. Es va convertir en una de les persones més populars entre l'equip de la pel·lícula. Una vegada que Mallrats va estar acabada, va tenir molt èxit en una passada en el San Diego Comic-Con el 1995, on es deia que Mewes seria el next big thing (propera gran cosa, personatge amb molt èxit). En canvi la pel·lícula va fracassar en taquilla (encara que després es convertiria en una pel·lícula de culte, en part gràcies a les interpretacions de Jay i Kevin com Jay i Silent Bob) i la moda va disminuir.
A més, Jason havia participat, al costat d'altres persones que també estaven en Mallrats, en una pel·lícula de baix pressupost titulada Drawing Flies, dirigida per Malcolm Ingram i Matt Grising, amics de Kevin Smith, en Vancouver. Durant el rodatge, Mewes va esnifar heroïna en un parc per primera vegada. En canvi, va renunciar a injectar-se perquè a la seva mare, novament posada en llibertat a principis d'aquest any, li havien diagnosticat el VIH. Mewes va pensar que si només esnifava heroïna i no la hi injectava, estaria bé. Després del fracàs de Mallrats i el rodatge de Drawing Flies, va estar vivint amb la seva mare a Nova Jersey, mentre Smith passava la major part del temps a Los Angeles amb la seva promesa Joey Lauren Adams. Després de gastar-se els diners guanyats amb les pel·lícules, Mewes va estar treballant posant sostres de dia i repartint pizzes a la nit.

### Addicció a l'heroïna i recuperació
Quan Kevin Smith va tornar a Nova Jersey per gravar Perseguint l'Amy, protagonitzada per Ben Affleck i Joey Lauren Adams, no necessitava a Mewes com en les pel·lícules anteriors, ja que Jay i Silent Bob tan sols apareixien en una escena de 10 minuts que va ser rodada durant una nit. Jason havia memoritzat tot el seu diàleg, i va poder dir-lo sense cap dificultat, mentre a Smith se li va fer difícil el llarg monòleg que havia escrit per a si mateix com Silent Bob.
Perseguint a Amy va ser estrenada, i els 12 milions de dòlars que va recaptar, havent gastat únicament 250.000 dòlars, li van servir a Smith per fer Dogma, on Jay i Silent Bob apareixien més que en cap altra pel·lícula. Kevin i Jason van assistir a un acte benèfic per la SIDA presentada per Harvey Weinstein, el president de Miramax, que després de saber que la mare de Mewes era seropositiva, li va prometre aconseguir-li els millors metges a Nova York. Poc després, Smith va obrir la seva pròpia botiga de còmics, anomenada Jay and Silent's Bob Secret Stash, en Red Bank, Nova Jersey. Mewes li va demanar treballar allí a jornada completa, però uns mesos després de l'obertura de la botiga, Smith es trobaria en diverses ocasions a clients esperant al fet que Mewes tornés. Després de negar-li-ho diverses vegades, Jason va admetre que estava enganxat a l'heroïna.
Smith va traslladar a Jay de la casa de la seva mare al seu apartament a Red Bank. La nit anterior al dia en què Mewes va començar un programa de tractament amb metadona, sofrint la síndrome d'abstinència per no prendre heroïna, li va suplicar a Smith que li donés diners per comprar heroïna, i finalment l'hi va donar. El tractament semblava funcionar, i Mewes va començar a desenganxar-se de les drogues, passant més i més temps amb Kevin Smith. Per al rodatge de Dogma no només es va aprendre el seu diàleg, sinó el guió complet.

### Dogmai addicció a l'heroïna

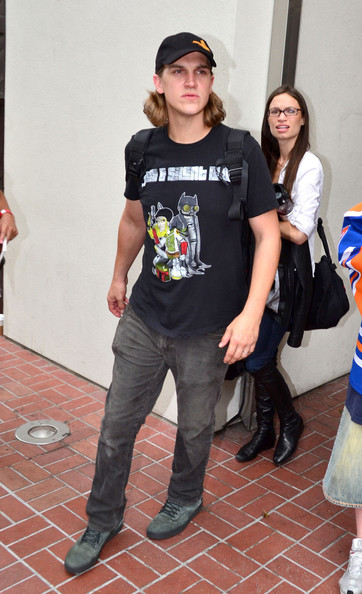
Mewes en 2013

Mentre rodaven Dogma, Kevin Smith i el seu amic i també productor Scott Mosier li van demanar a la nova promesa de Mewes, Stephanie, a canvi d'un sou de 300 dòlars setmanals, que exercís d'ajudant de Jason durant el rodatge, i a més el vigilés per saber si tornava a prendre drogues. Però el que no sabien és que, amb dos sous, el de Mewes com a actor i el de Stephanie com a ajudant, tots dos prenien drogues, i encara que Jason de vegades es quedava dormit mentre gravaven, Smith no es va adonar que això era un senyal que havia tornat a consumir drogues.
Aleshores, Smith s'havia casat amb Jennifer Schwalbach, ella estava embarassada i s'havien mudat a una nova casa. Jason i Stephanie es van quedar a la casa de la mare d'aquest, fins que Smith es va assabentar que estava prenent heroïna una altra vegada. Els va traslladar a la seva casa, però durant una festa, Mewes va estar en el bany durant una hora, la qual cosa va fer sospitar a Smith i com, encara que havia estat fumant cocaïna, en preguntar-li si prenia drogues Jason ho va negar, Kevin el va fer fora de la seva casa, mentre que Stephanie va poder quedar-se. Poc després, li va tornar a permetre quedar-se a la casa. Els pares de Stephanie, van cridar a Kevin Smith, perquè l'estaven buscant, aquest els va explicar que ella era drogoaddicta, i la van portar de tornada a Pittsburgh. Smith de nou va treure a Jason de la seva casa, perquè estava prenent drogues una altra vegada, així que va ser a viure amb la seva mare, on començaria a prendre Oxycontin, un medicament contra el dolor, a força de Oxicodona. Després de viatjar amb Smith a actes promocionals de Dogma a França i Anglaterra, Jason va tornar a casa de Smith, i un mes després, si bé encara estava recuperant-se, va acudir amb Kevin a Los Angeles. Una nit, Jay li va demanar a Smith la seva targeta de crèdit per pagar un taxi, encara que això era només una excusa, ja que es va passar tota la nit intentant aconseguir drogues i després va destrossar la seva habitació d'hotel. Kevin i Scott Mosier el van internar en un centre de rehabilitació, del que va escapar i després va tornar, encara que li traslladarien a un altre centre.
Kevin i Jennifer Schwalbach van tornar a Nova Jersey, perquè la seva filla, Harley Quinn Smith, nasqués allí. Un mes després van tornar a Los Angeles, on Mewes ja s'havia recuperat. Però per a l'estrena de Dogma va demanar que el seu expromesa Stephanie estigués allí, amb la qual va estar a l'habitació de l'hotel injectant-se heroïna, després de quatre mesos sense prendre drogues. Després de mesos sense veure-li, Smith li va dir a Jason que estava escrivint un guió per a una pel·lícula protagonitzada per Jay i Silent Bob, en la qual ell seria protagonista, però l'única condició que li va exigir va ser que deixés l'heroïna i el Oxycontin.

### Jay and Silent Bob Strike Back
Jason Mewes va fer un tracte amb Smith i Mosier, segons el qual només podria beure alcohol a les nits durant el rodatge, i no prendria drogues. Va mantenir la seva paraula fins a l'últim dia, en què va començar de nou a consumir heroïna. Poc després, la seva mare va morir, encara que Smith no va anar al funeral. Mewes va tornar a entrar a un altre centre de rehabilitació, coincidint aquesta vegada amb el seu amic Ben Affleck. Jason va estar a casa de Smith fins que li va fer fora enfadat per tornar a ficar-se en les drogues a més de per l'actitud que mantenia cap a Harley, la seva filla, que aleshores tenia dos anys (li deia que jugaria amb ella però mai ho feia).

### Recuperació
Va deixar dos centres de rehabilitació que Ben Affleck havia pagat per ell, i s'havia emès una ordre d'arrest per possessió de drogues a Nova Jersey. Va estar vivint al carrer ocasionalment fins que va anar a un altre centre. A l'octubre del 2003, en la botiga de comics de Smith, Jay and Silent Bob's Secret Stash; van celebrar amb una festa que Mewes estava recuperat.

### Vida actual
Ara viu a Los Angeles amb Kevin Smith, la seva dona Jennifer, la seva filla, i els pares de Jennifer. El 21 de juliol de 2006 es va estrenar la segona part de Clerks, Clerks II, en la qual Jay i Silent Bob venien drogues, però a diferència de les seves pel·lícules anteriors no les consumien ells, al·ludint a la situació de Jason en aquest moment.

## Filmografia
| Any       | Títol                                          | Personatge                        | Notes                                                            |
| --------- | ---------------------------------------------- | --------------------------------- | ---------------------------------------------------------------- |
| 1994      | Adults Only                                    | Rick Ravage                       | sèrie de TV; 1 episodi                                           |
| 1994      | Clerks                                         | Jay                               |                                                                  |
| 1995      | Mallrats                                       | Jay                               |                                                                  |
| 1996      | Drawing Flies                                  | Az                                |                                                                  |
| 1997      | Perseguint l'Amy (Chasing Amy)                 | Jay                               |                                                                  |
| 1999      | Dogma                                          | Jay                               |                                                                  |
| 1999      | Tail Lights Fade                               |                                   | no surt als crèdits                                              |
| 1999      | The Blair Clown Project                        | testimoni núm. 3                  |                                                                  |
| 1999      | Spilt Milk                                     |                                   |                                                                  |
| 2000      | Scream 3                                       | Jay                               | cameo                                                            |
| 2000      | Vulgar                                         | Tuott the Basehead                |                                                                  |
| 2001      | Jay and Silent Bob Strike Back                 | Jay                               |                                                                  |
| 2000–2002 | Clerks: The Animated Series                    | Jay                               | sèrie de TV; 6 episodis                                          |
| 2002      | R.S.V.P.                                       | Terry                             |                                                                  |
| 2002      | High Times' Potluck                            | Guy                               |                                                                  |
| 2002      | Hot Rush                                       |                                   |                                                                  |
| 2003      | Pauly Shore Is Dead                            | Jay the MC                        | com Jay Mewes                                                    |
| 2004      | Powder: Up Here                                | Evil Villain                      |                                                                  |
| 2005      | Degrassi: The Next Generation                  | ell mateix                        | sèrie de TV; 4 episodis                                          |
| 2005      | My Big Fat Independent Movie                   | contestador automàtic             | veu                                                              |
| 2005      | The Pleasure Drivers                           | Counter Monkey                    |                                                                  |
| 2006      | Clerks II                                      | Jay                               |                                                                  |
| 2006      | Feast                                          | Edgy Cat/Jason Mewes              |                                                                  |
| 2006      | National Lampoon's TV: The Movie               | Carrie                            |                                                                  |
| 2006      | Bottoms Up                                     | Owen Peadman                      |                                                                  |
| 2006      | Jack's Law                                     | Bobby Mewes                       |                                                                  |
| 2007      | Netherbeast Incorporated                       | Waxy Dan                          |                                                                  |
| 2007      | The Tripper                                    | Joey                              |                                                                  |
| 2008      | Bitten                                         | Jack                              | vídeo                                                            |
| 2008      | Zack and Miri Make a Porno                     | Lester                            |                                                                  |
| 2008      | Tattoos: A Scarred History                     | ell mateix                        |                                                                  |
| 2008      | Fanboys                                        | ell mateix                        | cameo                                                            |
| 2009      | Tom Cool                                       |                                   |                                                                  |
| 2009      | Midgets vs. Mascots                            | Jason                             | no surt als crèdits                                              |
| 2009      | Shoot the Hero                                 | Nate                              |                                                                  |
| 2009      | Mitch and Stu's Quest                          | Stu                               |                                                                  |
| 2009      | The Science of Cool                            | Coach Cambria                     |                                                                  |
| 2009      | Degrassi Goes Hollywood                        | ell mateix                        | telefilm                                                         |
| 2010      | Repo                                           | T.J.                              |                                                                  |
| 2010      | Noah's Ark: The New Beginning                  | Ham                               | veu                                                              |
| 2010      | Breath of Hate                                 | Ned                               |                                                                  |
| 2010      | Big Money Rustlas                              | Bucky                             |                                                                  |
| 2010–2012 | Todd and the Book of Pure Evil                 | Jimmy the Janitor                 | sèrie de televisió                                               |
| 2011      | Silent But Deadly                              | Thomas Capper                     |                                                                  |
| 2012      | Cousin Sarah                                   | Anton                             |                                                                  |
| 2012      | Spoilers with Kevin Smith                      | ell mateix                        | també productor executiu                                         |
| 2012      | Noobz                                          | Andy Clifton                      |                                                                  |
| 2012      | The Newest Pledge                              | Professor Street                  |                                                                  |
| 2013      | Jay & Silent Bob's Super Groovy Cartoon Movie! | Jay (veu)                         | també productor                                                  |
| 2013      | Vigilante Diaries                              | Mike Hanover                      | sèrie web; 1 episodi; també productor                            |
| 2014      | Devil's Tower                                  | Sid                               |                                                                  |
| 2014      | Randal's Monday                                | Jay Dealer                        |                                                                  |
| 2015      | Scooby-Doo! and Kiss: Rock and Roll Mystery    | treballador núm. 1                | veu                                                              |
| 2015      | Hawaii 5.0                                     | Eddie Brooks                      | sèrie de TV; episodi: Ua 'o'oloku ke anu i na mauna              |
| 2015-2016 | Triptank                                       | Jimmy (veu) Caller (veu)          | sèrie de TV; 2 episodis: Short Change, Crime Steve Investigation |
| 2016      | Bling                                          | Kit                               | veu                                                              |
| 2016      | Shooting Clerks                                | Wes Jameson                       |                                                                  |
| 2016      | Yoga Hosers                                    | Rogue Cop                         | també productor                                                  |
| 2016      | Vigilante Diaries                              | Mike Hanover                      |                                                                  |
| 2016      | Hollyweed                                      | ell mateix                        |                                                                  |
| 2016–2018 | The Flash                                      | Humvee Guy Jay the Security Guard | sèrie de TV; 2 episodis (dirigits per Kevin Smith)               |
| 2017      | Call of Duty: Infinite Warfare                 | ell mateix                        | veu; videojoc                                                    |
| 2018      | Aah! Roach!                                    | Deek                              |                                                                  |
| 2018      | Weight                                         | Bogart                            |                                                                  |
| 2019      | Madness in the Method                          | Jay                               | també director                                                   |
| 2019      | Jay and Silent Bob Reboot                      | Jay                               |                                                                  |
| 2020      | Moose Jaws                                     | Jay                               |                                                                  |